# La tragedia española
La tragedia española (The Spanish Tragedy en inglés) es una tragedia perteneciente al teatro isabelino escrita por Thomas Kyd entre 1582 y 1592 y, al parecer, posiblemente refundida por Shakespeare en 1602. Muy popular e influyente en su época, The Spanish Tragedy estableció un nuevo género en el teatro inglés, la obra de venganza o tragedia de venganza. Su argumento contiene varios asesinatos violentos e incluye entre sus personajes a la personificación de la Venganza. Esta obra suele ser referenciada (o parodiada) en trabajos escritos por otros dramaturgos isabelinos, incluyendo William Shakespeare, Ben Jonson y Christopher Marlowe.
Muchos elementos de La tragedia española, como el play-within-a-play (obra dentro de la obra) usados para atrapar al asesino y un intento fantasmal de venganza, aparecen también en el Hamlet shakespeariano.

## Fecha
En la Introducción a su obra de teatro Bartholomew Fair (1614), Ben Jonson se refiere a La tragedia española como "una obra de veinticinco o treinta años ha". Si se toma literalmente, esto nos daría una fecha entre 1584 y 1589, un intervalo que concuerda con lo que se sabe sobre la obra. Algunos críticos, notando que la pieza no hace referencia a la Armada Española de 1588, han abogado por la fecha de 1587 como el año más probable; otros han variado esa fecha un año un poco más arriba o más abajo. La obra es utilizada por el autor como broma o mofa hacia la fallida armada española. Philip Edwards, en su edición especial de la obra mantiene una fecha entre 1582 y 1592, pero se muestra a favor de 1590.

## Argumento
La tragedia española se abre y se cierra con dos demiurgos sobrenaturales, la Venganza y un espectro que le pide justicia, responsables de mover los hilos de los asuntos mortales, como en la tragedia clásica griega.
Hierónimo, un corregidor del imperio español, ve cómo su hijo, Horacio, es asesinado por el sobrino del rey, Lorenzo, por ser el favorito de Bel-Imperia, la mujer que ama Baltasar, el heredero del trono portugués. Traicionado por el Gobierno al que sirve, Hierónimo decide emprender una brutal venganza contra toda la cúpula del poder.

## Trascendencia
Sienta las bases del teatro isabelino al acercar las intervenciones de los personajes, especialmente en los soliloquios, a sus emociones. Además, empleó recursos metateatrales que luego usarían autores como Shakespeare. En la resolución de la trama, cuando Hierónimo logra su venganza, el corregidor les plantea a sus víctimas interpretar una, en apariencia, inocente representación teatral en la que los asesinaría como parte de la ficción. Pero al representarla los mata realmente.

## Representaciones
No ha quedado ningún detalle de las primeras interpretaciones de finales de la década de 1580. 
La compañía Lord Strange's Men organizó una obra el 14 de marzo de 1592 que los registros llaman Jerónimo y la repitió dieciséis veces hasta el 22 de enero de 1593; fue su gran éxito de la temporada. No está claro si Jerónimo era La tragedia española, o La primera parte de Hierónimo (impresa en 1604), la “precuela” anónima de la obra de Kyd, o quizás incluso en días diferentes.
The Admiral's Men revivió la obra original de Kyd el 7 de enero de 1597, y la representó doce veces hasta el 19 de julio;  y organizaron otra representación de forma conjunta con Pembroke’s Men el 11 de octubre de ese mismo año. Los registros de Philip Henslowe que la obra estuvo en escena de nuevo en 1601 y 1602. Los actores ingleses representaron la obra en una gira por Alemania (1601), y se hicieron adaptaciones alemanas y neerlandesas.
La Royal Shakespeare Company organizó una producción de la obra en 1995 y 1996 dirigida por Michael Boyd. El reparto incluía a Meter Wight como Hieronimo, Jeffry Wickham como el Rey de España, Paul Bentall como el Duque de Castilla, Siobhan Redmond como Bel-imperio y Deirdra Morris como Isabella.
Una producción amateur de la obra se interpretó del 2 al 6 de junio de 2009 por estudiantes de la Oxford University en el segundo cuadrilátero del Oriel Collage, en Oxford.
Una producción con ropa actual profesional fue organizada en el Teatro Arcola en Londres entre octubre y noviembre de 2009, dirigida por Mitchell Moreno, con Dominic Rowas como Hieronimo.
En 2019 se estrena una versión realizada por la compañía Teatro Lab, bajo el nombre de Tragedia española, mezclando elementos actuales como el fútbol. Una versión dirigida por Gabriel Olivares, conocido por obras como Burundanga. El final de una banda, con una versión de Ramón Paso. El reparto está formado por Silvia Acosta como Bel-Imperia, Eduard Alejandre como el Duque de Castilla, Abraham Arenas como Don Andrés y Horacio, Pablo Blanco como Pedringano y el Virrey de Portugal, Carmen Flores como Isabel, ministra de Justicia, Asier Iturriaga como Baltasar, príncipe de Portugal, Javier Martín como el Rey de España y Guillermo San Juan como Jerónimo, hijo del Duque de Castilla y hermano de Bel-imperia. Se estrenó el 18 de octubre en el Ayuntamiento de Torrijos, Toledo, España.